# Comuna Hotiivka, Semenivka
Hotiivka (în ucraineană Хотіївка) este o comună în raionul Semenivka, regiunea Cernihiv, Ucraina, formată din satele Cervonîi Hai, Dacine, Hotiivka (reședința), Krînîcikî, Liskivșciîna, Lohî, Mîhailove, Prohres și Rakuja.

## Demografie
Componența lingvistică a comunei Hotiivka
     Ucraineană (75%)
     Rusă (25%)
Conform recensământului din 2001, majoritatea populației comunei Hotiivka era vorbitoare de ucraineană (75%), existând în minoritate și vorbitori de rusă (25%).